# SameGame
SameGame (さめがめ) је logička slagalica originalno objavljena pod imenom engl. Chain Shot! 1985-te godine od strane Kuniaki Moribe (Morisuke). Od tada je portovana na brojne kompjuterske platforme, ručne uređaje, pa čak i TiVo.

## Istorija
SameGame je originalno napravljen kao engl. Chain Shot! 1985 od strane Kuniaki Moribe. Distribuirana je za Fujitsu-ove FM-8 i FM-7 platforme u japanskom mesečnom računarskom magazinu koji se zvao Gekkan ASCII. У 1992-ој godini, igra je portovana kao engl. SameGame na Unix platforme od strane Eiji Fukumoto, i za NEC PC-9801 seriju od strane Wataru Yoshioka. U 1993-oj godini, portovana je za Windows 3.1 od strane Ikuo Hirohata. Ovu verziju je preveo na engleski Hitoshi Ozawa, i dalje je dostupna u njegovoj softverskoj arhivi.
U 1994-oj godini, Takahiro Sumiya je igru portovao za Macintosh. Ova verzija je imala neke razlike—tri, umesto pet boja—i najšire je rasprostranjena od originalnih verzija. Bila je baza za engl. Same Gnome i engl. KSame verzije kreirane za Linux.

## Gejmplej

### Mehanike igre
SameGame se igra u pravougaonom polju, uglavnom inicijalno popunjenim sa četiri ili pet vrsta blokova postavljenih slučajnim izborom. Selektovanjem grupe graničnih blokova iste boje, igrač može da ih ukloni sa ekrana. Blokovi koji su ostali bez oslonca padaju, i kolona bez blokova se uklanja tako što ostale kolone klize u stranu (uglavnom u levu). Cilj igre je da se ukloni što je moguće više blokova iz polja.
U velikom broju verzija, ne postoje vremenska ograničenja. Doduše neke verzije postepeno guraju blokove na gore, ili blokovi padaju odozgo. Ponekad igrač može da kontroliše, na određene načine, vreme i broj blokova koji padaju. Na primer, u nekim implementacijama za iOS, ovo može da se postigne trešenjem uređaja. Igra je završena kada istekne vreme ili kada nema više blokova koje možete ukloniti. Neke verzije, uključujući i neke verzije Windows Mobile, podržavaju i portretnu i pejzažnu orijentaciju.

### Galerija
- Swell-Foop, deo
- KSame, deo
- SameGame za Mac, od strane Takahiro Sumiya

#### Varijacije
U jednoj od varijacija, igra počinje bez blokova u polju. Blokovi padaju u polje, i moraju biti uklonjeni pre nego što stignu do vrha. Ako stignu do vrha i preliju, igra je gotova. U nekim varijacijama, kao što je engl. Bubble Bang, koriste se krugovi ili lopte, što menja igru, pošto su lopte drugačijeg oblika od kvadratnih blokova.
U trodimenzionalnim varijantama, polje za igru je kocka (koja sadrži manje kocke) umesto pravougaonika, i igrač ima mogućnost da je rotira. engl. "Cubes" za iPhone OS koristi ovaj pristup.
Neke verzije dozvoljavaju igraču da rotira polje za igru 90 stepeni u smeru kazaljke na satu, ili u obrnuto, što dovodi do jednog od dva moguća ishoda:
1. Leva i desna strana postanu dno i vrh, i blokovi padaju na novo dno. Orijentacija se menja iz portretne u pejzažnu. engl. NeoSameGame za iPhone OS koristi ovaj pristup.
2. Blokovi padaju na levu ili desnu stranu, ali igrač mora da rotira polje nazad u portretnu orijentaciju (koja je fiksirana). engl. Bubblets Tilt za iPhone OS koristi ovaj pristup.

U nekim varijacijama, blokovi mogu biti uklonjeni čak iako se povežu sa dijagonalno sa blokovima iste boje, ne samo horizontalno i vertikalno. Neke verzije donose nove vrste blokova. Različite vrste blokova, na različite načine deluju na polje za igru; na primer, jedan tip bloka može da ukloni sve blokove u redu. Primer ovoga je engl. "Revenge mode" u engl. PocketPop Revenge (PocketFun) za iPhone OS.

#### Varijacije pravila
1. Igra je završena ako je očišćeno polje za igru, ili nema više blokova koje je moguće ukloniti. Na kraju igre, igrač dobija skor.
2. Kada je polje za igru očišćeno, umesto kraja igre, sledi novi nivo-uglavnom teži, sa više vrsta blokova ili manje vremena, ili oba. Uslov za pobedu može da se razlikuje između nivoa. Umesto čišćenja celog nivoa, na primer, treba ukloniti određeni broj blokova, ili dostići određeni skor. Kada je traženi skor dostignut, u najvećem broju verzija, igraču je dozvoljeno da očisti ostatak nivoa. Ako igrač ne može da dostigne traženi skor—ili ako vreme istekne, igra je gotova, i igrač dobija finalni skor.
3. U "beskonačnoj" varijanti, igra počinje sa praznim poljem za igru. Blokovi ili kugle počinju da padaju; ali ako stignu do vrha, ne padaju novi blokovi, tako da ne prelivaju—tako da se igra nikada ne završava. Igrač može da okonča igru tako što sačeka da blokovi dođu do vrha, a onda uradi specijalnu komandu (na primer, desni klik umesto levog klika).
4. Neke verzije imaju živote igrača. Ako igrač dostigne uslove za gubljenje partije, igra se ne završava; umesto toga, gubi se život. Ako se izgube svi životi, igra je završena.
5. U "neprekidnoj" varijanti, kada god bi kolona blokova bila očišćena i ostali blokovi pomereni u jednu stranu, na drugoj strani bi se pojavila nova kolona sačinjena od slučajno izabranih blokova, tako omogućujući da se igra igra duže vreme.
6. U "smena" varijanti, kada se očisti grupa blokova, svi preostali blokovi iznad i levo od tog mesta se pomeraju dole i desno.
7. "Megasmena" varijanta je kombinacija pravila "smene" i "neprekidne" varijacije.

### Bodovanje
Većina verzija daju {\displaystyle (n-k)^{2}} poena za uklanjanje {\displaystyle n} blokova odjednom, gde {\displaystyle k=1} ili {\displaystyle 2}, u zavisnosti od implementacije. Na primer, Insane Game za Texas Instruments kalkulatore koristi {\displaystyle (n-1)^{2}}; Ikuo Hirohataova implementacija koristi formulu {\displaystyle n^{2}-3n+4}. Bubble Breaker implementacija za engl. Windows Mobile koristi {\displaystyle n(n-1)} formulu. Verzija iz 2001-ve godine, objavljena od strane Jeff Reno koristi formulu {\displaystyle n(n-2)}.
Neke verzije nude veliki bonus ukoliko se uklone svi blokovi sa ekrana, ili ako se ostavi manje od određenog broja blokova. Druge verzije smanjuju finalni skor na osnovu broja blokova koji preostanu po završetku igre. Neke verzije daju bonuse za brzo čišćenje polja, ohrabrujući bržu igru. Što brže igrač očisti nivo, veći bonus dobija. Takođe neke verzije daju bonus za kombinaciju, ili lanac, odnosno za čišćenje iste boje blokova, dva ili više puta za redom.
Još jedna tehnika bodovanja bonus poenima nagrađuje uklanjanje lanca određenje boje koji ima određeni broj blokova (na primer, dva crvena bloka ili jedanaest plabih blokova). Ponekad, nakon ostvarivanja bonusa, uslovi za dobijanje bonusa se menjaju. BPop koristi ovu varijantu bodovanja.
Neke verzije imaju jednostavan način bodovanja: svaki uklonjeni blok vredi jedan poen, i ne postoje bonusi za uklanjanje više blokova odjednom. Ovo se viđa kod engl. Same Pets i engl. Same Hearths verzijama.

#### Bodovanje po ciljevima
Neke verzije daju skor na osnovu ostvarnih ciljeva. Ovo se uglavnom viđa u verzijama sa više nivoa. Postoje četiri primarna sistema bodovanja za te igre.
U jednoj varijaciji, svaki nivo ima ciljni skor. Igrač počinje sa nula, i mora da dostigne ciljni skor. Na početku svakog nivoa, skor se resetuje na nulu; ciljni skor se povećava iz nivoa u nivo.
Druge verzije imaju kumulativni ciljni skor. U ovim verzijama, igračev skor se prenosi iz nivoa u nivo. Kao rezultat ovoga, ako igrač bitno premaši ciljni skor u datom nivou, mogu da pređu u sledeći nivo pošto su već ostvarili ciljni skor za taj nivo. BPop ima kumulativni ciljni skor.
Neke verzije zadržavaju isti ciljni skor za svaki nivo; takve verzije mogu biti igrane neodređeno dugo. U tim igrama, igrač gubi uglavnom zbog lošeg planiranja ili pada koncentracije. Primeri takvih igara su engl. Same Pets i engl. Same Hearths.
U igrama bez ciljnog skora, kao na primer engl. Bonkers for iPhone i engl. SameGameBros za iPhone, cilj je da se nivo očisti u potpunosti. Igra je završena ako igrač ovo ne uspe da uradi.

## Izgled
Blokovi se uglavnom prikazuju kao kvadrati, krugovi ili sfere. Neke verzije koriste senku radi dobijanja iluzije dimenzionalnosti. Ostale teme za blokove, ili presvlake, mogu biti životinje, srca, zvezde, lica, Lego kockice i gumene mede. Dizajn može da prati temu, na primer Božićnu. Većina igara ima samo jednu, ali ima i onih koje dozvoljavaju izbor više presvlaka.
Postoji specijalni vizuelni aspekt u nekim verzijama; umesto odvojenih blokova, igre poput engl. iDrops i engl. SameGameManiak odlikuju okružene površine za blokove iste boje koji se dodiruju. Neki imaju određenu grafiku za blokove, na primer, slike ili obrasce unutar bloka, kao engl. KSame i engl. Same GNOME.

### Varijacije
Otkrij sliku
SameGame koncept može biti proširen u "otkrij sliku" tip igre. Slika ili fotografija se nalazi iza blokova; postaje sve više vidljiva uklanjanjem blokova, dok se ne otkrije u potpunosti. Primeri uključuju engl. Same Pets, engl. Same Hearts i engl. Nissan Cube aplikacija za iPhone.
Animacija
Neke igre odlikuju animacije, kao što su pucanje blokova ili njihova eksplozija prilikom uklanjanja, ili animacije za bodovanje (BPop, Bubblets Tilt).
Označavanje blokova
Neke verzije obeležavaju označene blokove graničnom linijom (BPop), mrdanjem blokova (BPop), ili povećavanjem veličine označenih blokova (Bubblets Tilt). Vizuelni efekat označenih blokova nestaje ako označimo neki drugi lanac ili blok.

## Verzije
| Ime                         | Autor                                                | Datum izbacivanja | Platforme                                                            | Beleške |  |
| --------------------------- | ---------------------------------------------------- | ----------------- | -------------------------------------------------------------------- | --- |  |
| Chain Shot!                 | Kuniaki Moribe                                       | 1985              | Fujitsu FM 8/7 · PC‑8801 · PC‑9800 · N5200 (1988) · Macintosh (1992) | Originalna verzija igre. Imala je 20×10 polja za igru i četiri boje. |  |
| Same Game                   | Eiji Fukumoto                                        | 1992              | Unix                                                                 | Prva verzija koja se zvala Same Game; povećan broj boja na pet. |  |
| Same Game                   | Wataru Yoshioka (W. Yossi)                           |                   | PC-9801                                                              | |  |
| Same Game                   | Ikuo Hirohata (Japanese) Hitoshi Ozawa (tr. English) | 1993              | Windows 3.1                                                          | Dodato opciono veliko polje od 25×15. veliko polje je zahtevalo 800×600 rezoluciju ekrana. |  |
| KSame Same Gnome Swell Foop |                                                      |                   |                                                                      | Bazirano na Takahiro Sumiya Macintosh verziji. |  |
| Undake 30: Same Game        |                                                      | 1995              | SNES                                                                 | Ovu verziju odlikuju Super Mario ikonice: Mariova glava, novčići, Super Pečurke, Vatreno Cveće i Yoshi jaja. |  |
| ColorFall                   | Michael LaLena                                       | 1998              | Java]/Pregledač Veba                                                 | Dodat koncept nivoa. Nivo se prelazi uklanjanjem određenog broja boja. Nove boje se dodaju svakim nivoom. Dostupno je pet različitih verzija.                                                                                  |  |
| Clickomania!                | Matthias Schüssler                                   | 1998              | Windows                                                              | Podesiva veličina table i broj boja. Originalno, cilj je očistiti sve blokove sa polja, broj blokova uklonjenih u jednom potezu nije uticao na skor. Ovo je i dalje podrazumevana opcija.                                      |  |
| SameGame                    | Ronald van Dijk                                      | 1999              | Amiga                                                                | Ima 15×10 polje za igru tri boje. |  |
| Sega Swirl                  | Scott Hawkins (Sega)                                 | 1999              | Dreamcast · Adobe Shockwave · Palm OS                                | |  |
| MacStones                   | Craig Landrum                                        | 1999              |                                                                      | Based on Same Gnome. |  |
| Cascade                     |                                                      | 1999              | Psion Revo                                                           | |  |
| Maki                        | Christopher G. Stach II                              | Decembar 2000     | Java applet/Pregledač Veba                                           | Tri nivoa težine, pet boja, {\displaystyle (n-2)^{2}} bodovanje, bonus za očišćenu tablu, onlajn održavanje najvećeg skora. |  |
| PocketPop                   | PocketFun                                            | 2001              | Pocket PC                                                            | Osvojio brone nagrade, uključujući Best Game, u Pocket PC Magazine 2001. |  |
| Jawbreaker                  |                                                      | 2003              | Pocket PC                                                            | |  |
| Bubble Shot                 | FingerFriendlySoft                                   |                   | iOS                                                                  | Igra u kojoj se baloni koji se dodiruju vizualno stapaju u veće balone. Uključuje "Savijanje" i "Crna Rupa" opcije i statičke izazove.                                                                                         |  |
| bubbles.el                  | Ulf Jasper                                           | Februar 2007      | GNU emacs                                                            | Može biti prikazana koristeći tekst ili grafiku, u zavisnosti od mogućnosti. |  |
| SameGame                    | Steve and Oliver Baker                               | 2008              | JavaScript                                                           | Onlajn verzija koja omogućava konfiguraciju veličine polja za igranje, broja boja i nudi razne alternativne teme za izgled blokova.                                                                                            |  |
| Bubble Bang                 | Decane                                               | Januar 2009       | Pregledač Veba i iOS                                                 | Trodimenzionalna igra koja koristi lopte umesto blokova. Verzija za iOS koristi Nvidia PhysX za realističnu fiziku. Pregledač Veba mora da ima Unity.                                                                          |  |
| SameGame                    | Alan Alpert                                          | Jul 2009          | Sve podržane Qt platforme                                            | Napisan kao QML/QtQuick demo. |  |
| Pop'Em Drop'Em SAMEGAME     | Hudson Soft                                          | Mart 23, 2009     | WiiWare                                                              | |  |
| SameGame                    | Torbjörn Gustafsson                                  | Februar 2009      | Android                                                              | |  |
| Bubble Drop!                | Gizmobuddy.com                                       |                   | Symbian S60                                                          | Uključuje mogućnost selektivnog uklanjanja balona, koristeći "alate", "kiselinu", "vatru", ili "bombu", i sa 8 različitih opcija za igranje, 3 i 6 različitih boja. Igrači mogu da postave svoj najbolji skor na Veb stranicu. |  |
| ColorBalls                  | Pistooli                                             | Mart 2010         | Haiku OS                                                             | |  |
| Click-o-mania HTML          | Bugaco                                               | Januar 2011       | JavaScript                                                           | Napisan u GWT |  |
| Cube Crush                  | Gregor Haag                                          | Jun 2011          | ActionScript 3                                                       | Onlajn verzija sa tabelom najboljih skorova, Adobe Flash Player je potreban |  |
| Maki                        | appsburgers                                          | September 2011    | Android                                                              | |  |
| Bubblet                     | Edouard Thiel                                        | Oktobar 2011      | Linux, Mac OS X, Microsoft Windows                                   | Napisan u C-u i sadržan u EZ-Draw |  |
| Bubblet-js                  | Benoit Favre                                         | Oktobar 2011      | Javascript                                                           | Onaljn verzija, prevedena sa C-a koristeći EZ-Draw-js |  |
| Tapotron                    | Demura Games                                         | Oktobar 2013      | iOS                                                                  | |  |
| SameGame                    | David Buchweitz                                      | Mart 2014         | JavaScript                                                           | Onalajn verzija sa rang listom za članove i države |  |
| One More SameGame           | Dušan Saiko                                          | Oktobar 2014      | QT5                                                                  | Onlajn sinhronizacija skora, više jezika, instalacioni paketi za Android, Windows, Linux |  |

## Spoljašnje veze
- Tapotron
- Bebbled
- Chain Shot! Архивирано на веб-сајту  (7. јун 2011)
- Same Game u Javascript-u
- istorija igre SameGame Архивирано на веб-сајту  (3. март 2016)
- Takahiro Sumiya's Software
- SameGame za Amigu
- Clickomania
- Clickomania je NP-kompletan
- ColorFall u Javi za pregledač Veba sa lalena.com Games
- Same Game za Windows od Ikuo Hirohata (1993)
- Same Game za Pocket PC
- Same Gnome za Linux
- Onlajn verzija igre SameGame u JavaScript-u
- Onlajn demo iDrops, iPhone / iPod Touch verzija igre SameGame
- Onlajn verzija igre Same Game, može se pokrenuti na iPhone/iPod Touch
- Onlajn verzija Bubble Bang, potreban Unity Player
- Bubble Shot (za iPhone/iPod touch)
- iPhone verzija PocketPop-a
- SameGame za Android Архивирано на веб-сајту  (10. мај 2015)
- SameGame za Android od strane Itteco (2009)
- Igrajte SameGame na FreshProgramming.com
- bubbles.el za GNU Emacs